# 喪失控制 (免責辯護)
喪失控制（英語：loss of control）是英格蘭及威爾斯的一個針對謀殺罪的局部免責辯護，由《2009年死因裁判官及司法法令》第54條訂立。
該抗辯不能免除失控者的罪責，且不影響罪行的性質及其他犯罪者，但可將失控者的控罪從謀殺減輕至誤殺（故意誤殺）。
該免責辯護取代了激怒，後者由同一法令第56條廢除。